# Кубок Нідерландів з футболу 2002—2003
Кубок Нідерландів з футболу 2002–2003 — 85-й розіграш кубкового футбольного турніру в Нідерландах. Володарем кубка вдруге став Утрехт.

## Календар
| Раунд        | Дата                         | Матчі | Клуби   |
| ------------ | ---------------------------- | ----- | ------- |
| Перший раунд | 6 серпня - 4 вересня 2002    | 114   | 84 → 46 |
| Другий раунд | 9 жовтня - 20 листопада 2002 | 20    | 46 → 26 |
| Третій раунд | 3-11 грудня 2002             | 10    | 26 → 16 |
| 1/8 фіналу   | 29 січня - 5 лютого 2003     | 8     | 16 → 8  |
| 1/4 фіналу   | 4-5 лютого 2003              | 4     | 8 → 4   |
| 1/2 фіналу   | 15-16 квітня 2003            | 2     | 4 → 2   |
| Фінал        | 1 червня 2003                | 1     | 2 → 1   |

## 1/8 фіналу
| Команда 1              | Рахунок | Команда 2     |
| ---------------------- | ------- | ------------- |
| 29 січня 2003          |         |               |
| Вітессе                | 4:2     | НАК Бреда     |
| 4 лютого 2003          |         |               |
| Телстар (2)            | 1:3     | Геренвен      |
| Де Графсхап            | 2:3     | Утрехт        |
| 5 лютого 2003          |         |               |
| Феєнорд                | 6:1     | Апелдорн (3)  |
| АДО Ден Гаг (2)        | 0:3     | ПСВ           |
| Аякс                   | 1:0     | Рода          |
| Ексельсіор (Роттердам) | 4:2     | Йонг Аякс (4) |
| Гронінген              | 3:1     | Гарлем (2)    |

## 1/4 фіналу
| Команда 1              | Рахунок | Команда 2 |
| ---------------------- | ------- | --------- |
| 4 березня 2003         |         |           |
| Ексельсіор (Роттердам) | 1:3     | Утрехт    |
| 5 березня 2003         |         |           |
| Феєнорд                | 3:1     | Вітессе   |
| ПСВ                    | 2:1     | Геренвен  |
| Аякс                   | 4:1     | Гронінген |

## 1/2 фіналу
| Команда 1      | Рахунок | Команда 2 |
| -------------- | ------- | --------- |
| 15 квітня 2003 |         |           |
| Утрехт         | 2:1     | ПСВ       |
| 16 квітня 2003 |         |           |
| Феєнорд        | 1:0     | Аякс      |

## Фінал
| 1 червня 2003 |

| Утрехт                                  | 4:1      | Феєнорд  |
| --------------------------------------- | -------- | -------- |
| де Йонг 39' Глушчевич 49', 57' Кейт 81' | Протокол | Калу 66' |

| Феєнорд, Роттердам Глядачів: 45 000 Арбітр: Рууд Боссен |